# Anisodes laudanata
Anisodes laudanata là một loài bướm đêm trong họ Geometridae.